# 保护工业产权巴黎公约
《保护工业产权巴黎公约》（Paris Convention for the Protection of Industrial Property），1883年订立于法国巴黎，史称《巴黎公约》，后历经7次修订。《与贸易有关的知识产权协定》援引的是该公约1979年的最新修订文本。《巴黎公约》是人类历史上第一个保护知识产权的重要公约，迄今已有175个缔约方，是缔约方最为广泛的知识产权条约之一。
在公约签订的同时，成立了巴黎联盟。

## 中国
1984年外交部、财政部、中国专利局和国家工商行政管理局（下设商标局）4个单位联名以“（84）国专发法字第100号”文《关于我国加入〈保护工业产权巴黎公约〉的请示报告》，上报国务院审批。1984年11月1日，国务院总理赵紫阳签署「（84）国函字第151号」文，报送第六届全国人大常委会第八次会议审议加入《保护工业产权巴黎公约》；11月13日，全国人大常委会通过了中国加入《保护工业产权巴黎公约》决定。中国外交部长吴学谦签署的《保护工业产权巴黎公约》加入书，于1984年12月19日递交给世界知识产权组织总干事鲍格胥。1985年3月19日，在《中华人民共和国专利法》实行前12天，中国正式加入《巴黎公约》（一九六七年斯德哥尔摩文本），但拒绝接受公约第28条第1款的约束：“本联盟两个或两个以上国家之间对本公约的解释或适用有争议不能依谈判解决时，有关国家之一可以按照国际法院规约将争议提交该法院，除非有关国家就某一其他解决办法达成协议。将争议提交该法院的国家应通知国际局；国际局应将此事提请本联盟其他国家注意。”